# Hiawatha (Kansas)
Hiawatha – miasto położone w hrabstwie Brown.